# 氫氣箱

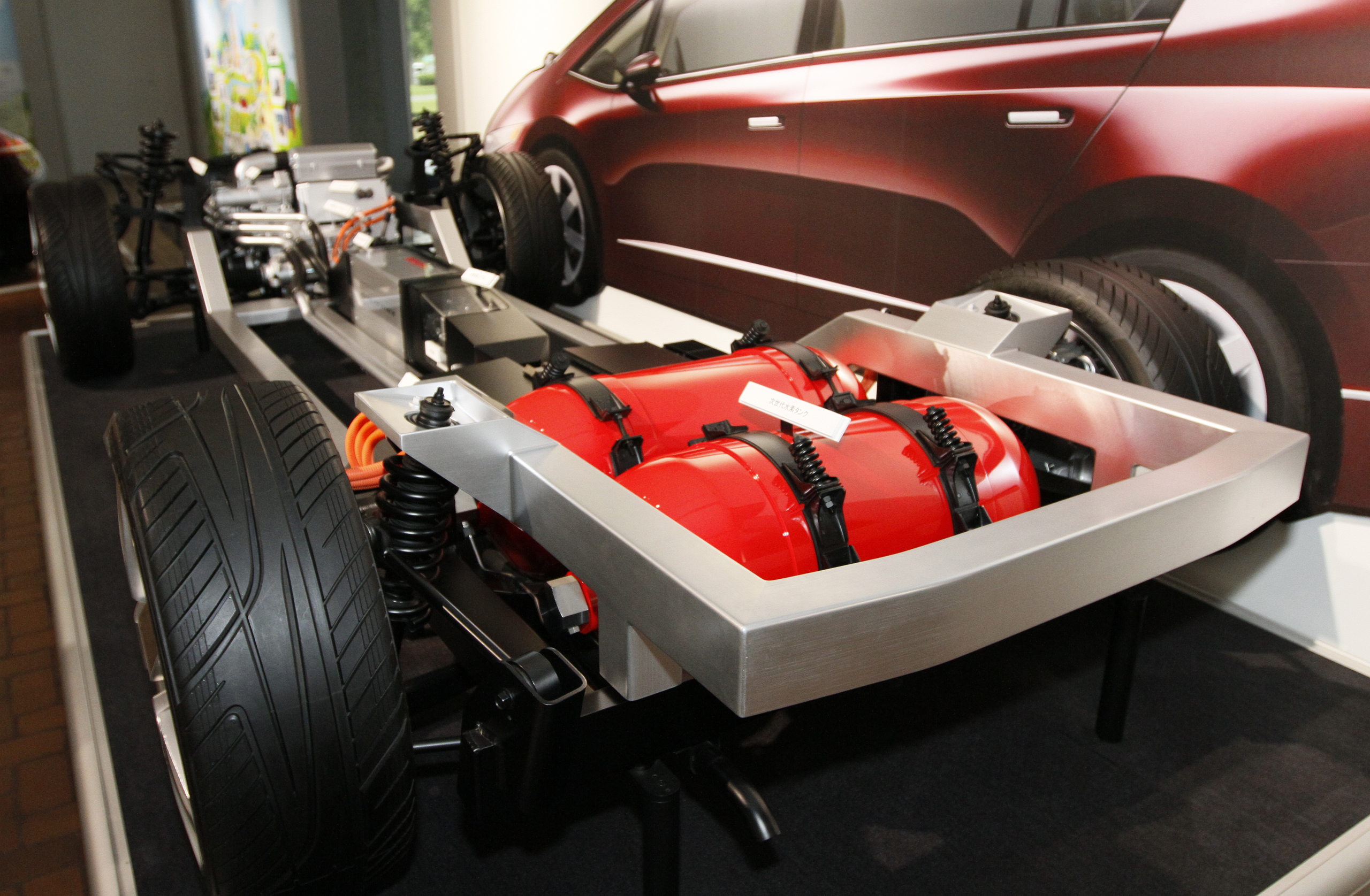
配置於本田FCX平台的氫氣箱

氫氣箱（Hydrogen Tank，或稱為氫氣罐）被用來儲存氫氣。2001年發表第一款四型（Type IV）氫氣箱，可儲存壓力700巴（70帕斯卡；10,000磅力每平方英寸）的壓縮氫氣。首批配置四型（Type IV）氫氣箱的上路燃料電池車，包括：豐田FCHV、梅賽德斯-賓士F-Cell、和通用汽車HydroGen4。

## 低壓箱
各式各樣的應用，促使開發出各種不同的氫氣（化學式 H2）儲存方案。最近，「Hy-Can（Hydrogen-Canister）集團」發表小型一公升10巴（1.0帕斯卡；150磅力每平方英寸）的規格。「Horizon Fuel Cells 公司」目前正販售可重複充填的 HydroStik 產品給消費者，擁有3帕斯卡（30巴；440磅力每平方英寸）和金屬氫化物的外形。

## 一型（Type I）
- 金屬箱體（鋼/鋁）
- 可承受最大壓力：鋁為175巴（17.5帕斯卡；2,540磅力每平方英寸）；鋼則為200巴（20帕斯卡；2,900磅力每平方英寸）.

## 二型（Type II）
- 金屬箱體（鋁）附加長絲（例如：玻璃纖維/芳香聚醯胺、或碳纖維）纏繞金屬柱狀體[6]。參見「複合材料包裹壓力容器」。
- 可承受最大壓力：鋁/玻璃纖維為 263巴（26.3帕斯卡；3,810磅力每平方英寸）；鋼/碳纖維或芳香聚醯胺則為299巴（29.9帕斯卡；4,340磅力每平方英寸）。

## 三型（Type III）
- 以複合材料、玻璃纖維強化塑膠/芳香聚醯胺、或碳纖維製成箱體，並附加金屬內襯（鋁或鋼）。參見「金屬基複合材料」。
- 最大可承受壓力：鋁/玻璃纖維為305巴（30.5帕斯卡；4,420磅力每平方英寸）；鋁/芳香聚醯胺為438巴（43.8帕斯卡；6,350磅力每平方英寸）；鋁/碳纖維則為700巴（70帕斯卡；10,000磅力每平方英寸）。

## 四型（Type IV）
- 複合箱體，例如：碳纖維箱體附加聚合物內襯（熱塑性塑料）。參見「滾塑」和「纖維強化塑膠」。
- 最大可承受壓力：塑膠/碳纖維為661巴（66.1帕斯卡；9,590磅力每平方英寸）以上[7][8]。

## 五型（Type V）
- 全複合材料無內襯之箱體，「CTD（Composite Technology Development）公司」於2014/1/1已建置完成第一個原型箱體以提供測試[9][10]。

## 箱體測試和安全考量
參照ISO/TS 15869（修訂版）：
- 爆破測試：箱體爆裂時的壓力，通常為超過二倍工作壓力以上。
- 耐壓測試壓力：測試執行時的壓力，通常為工作壓力以上。
- 洩漏測試、或滲透測試[11]：數值單位為 NmL/hr/L（H2洩漏量NmL/時間hr/箱體容量L）。
- 疲勞測試：通常為數千次循環的填充/釋放。
- 篝火測試：箱體暴露於明火。
- 子彈測試：實彈射擊於箱體。

實際標準EC 79/2009：
- 美國政府能源部維護一個氫氣安全實務的網站，提供許多關於箱體和配管的資料[12]。他們冷冷地觀察出：「氫氣是一種低黏度、極細微分子，因此就容易出現洩漏。」[13]

## 金屬氫化物儲存箱

### 氫化鎂
利用鎂金屬儲存氫氣，是一種安全但和重量成反比的儲存技術，通常壓力需求限制於10巴（1.0帕斯卡；150磅力每平方英寸）。
填充過程會產生熱，而排放過程將需要一些熱量以釋放包含於儲存材料之中的氫氣（H2），必須達到至少300 °C（572 °F）
，才能活化這些類型的氫化物。

### 其他氫化物
參見「氫化鋁鈉」。

## 研發
- 2008 - 日本，碳纖維樹脂複合材料（CFRP，Carbon Fiber Reinforced Plastics）預浸料之間三明治夾層的粘土基薄膜[16]。

## 外部連結
- Storhy
- Hydrogen Composite Tank Program
- MaHyTec tank technology （页面存档备份，存于）